# No estoy sola
No estoy sola (en inglés; The Blue Veil) es una película dramática histórica estadounidense de 1951 dirigida por Curtis Bernhardt y protagonizada por Jane Wyman, Charles Laughton y Joan Blondell.
La película recaudó 2,2 millones de dólares en alquileres en los EE. UU. y Canadá durante 1951 y alquileres totales de 3.550.000 dólares, lo que generó una ganancia de 450.000 dólares. Un año más tarde, se hizo una adaptación radiofónica con Wyman nuevamente en su personaje.

## Sinopsis
Tras la muerte de su bebé recién nacido, la viuda de guerra LouLou Mason acepta un trabajo temporal de dos semanas como niñera del hijo pequeño del fabricante de corsés Frederick K. Begley, que perdió a su esposa en el parto. Se gana el favor de la familia y acaba convirtiéndose en un miembro permanente. Cuando rechaza la propuesta de Frederick, este se casa con su secretaria Alicia Torgersen, que despide a LouLou después de su luna de miel.

## Reparto
- Jane Wyman como LouLou Mason
- Charles Laughton como Frederick K. Begley
- Joan Blondell como Annie Rawlins
- Richard Carlson como Jerry Kean
- Agnes Moorehead como Fleur Palfrey
- Carleton G. Young como Henry Palfrey
- Audrey Totter como Helen Williams
- Cyril Cusack como Frank Hutchins
- Natalie Wood como Stephanie Rawlins
- Vivian Vance como Alicia Torgersen
- Dan O'Herlihy como Hugh Williams
- Don Taylor como el Dr. Robert Palfrey
- Alan Napier como Prof. George Carter
- Lisa Golm como Elsa
- Everett Sloane

## Premios y nominaciones
| Premios            | Categoría                               | Nominado/a    | Resultado |
| ------------------ | --------------------------------------- | ------------- | --------- |
| Premios Oscar      | Mejor Actriz                            | Jane Wyman    | Nominada  |
| Premios Oscar      | Mejor Actriz de Reparto                 | Joan Blondell | Nominada  |
| Globos de Oro      | Mejor Actriz - Drama                    | Jane Wyman    | Ganadora  |
| Premios Laurel     | Mejor Interpretación dramática femenina | Jane Wyman    | Ganadora  |
| Picturegoer Awards | Mejor Actriz                            | Jane Wyman    | Ganadora  |